# 나의 완벽한 비서
《나의 완벽한 비서》는 2025년 1월 3일부터 2025년 2월 14일까지 방영되었던 SBS 금토 드라마다.

## 기획의도
일'만' 잘하는 헤드헌팅 회사 CEO 지윤과, 일'도' 완벽한 비서 은호의 밀착 케어 로맨스

## 제작진

### 제작사
- 스튜디오S
- 이오콘텐츠그룹

### 극본
- 지은

### 연출
- 함준호 : SBS 월화 드라마 《기름진 멜로》(공동 연출), SBS 월화 드라마 《복수가 돌아왔다》(연출), SBS 금토 드라마 《법쩐》(공동 연출) 연출
- 김재홍 : SBS 금토 드라마 《악의 마음을 읽는 자들》(공동 연출), SBS 금토 드라마 《악귀》(공동 연출), SBS 금토 드라마 《재벌X형사》(연출) 연출

## 등장 인물

### 주요 인물
- 한지민 : 강지윤 역 (아역: 김규람) - #피플즈 CEO #서치펌 대표 #헤드헌터

창업 5년 만에 서치펌 피플즈를 업계 2위로 만들며 20대 여대생들의 워너비로 떠오른, 요즘 가장 핫한 CEO. 은호의 연인.
- 이준혁 : 유은호 역 - #피플즈 비서 #싱글대디 #K-직장인

단단함과 부드러움의 공존, 별의 아버지. 지윤의 연인.
- 김도훈 : 우정훈 역 - 피플즈 CTO, 재벌가 도련님. 철부지 한량. 철용의 아들. 성경의 시동생.
- 김윤혜 : 정수현 역 - 그림책 작가, 은호의 육아 동지. 싱글맘.

### 피플즈
- 이상희 : 서미애 역 - 피플즈 CFO, 지윤의 유일한 친구. 강석의 아내.
- 허동원 : 김영수 역 - 피플즈 과장, 컨설턴트.
- 윤가이 : 나규림 역 - #피플즈 대리 #컨설턴트

목소리에 음계를 매긴다면 단연코 도(Do)로 모든 걸 전달하는 그녀
- 서혜원 : 오경화 역 - #피플즈 사원 #컨설턴트

매일매일이 전쟁 같은 서치펌에서 유일하게 따뜻함으로 무장한 사람, 광희의 연인.
- 고건한 : 이광희 역 - #피플즈 사원 #컨설턴트

입사 1년 차 새내기 컨설턴트, 경화의 연인.

### 그 외 인물들
- 박보경 : 김혜진 역 - #커리어 웨이 CEO #헤드헌터 업계 1위 #지윤의 라이벌

전통의 헤드헌터 업계 1위 커리어 웨이 대표이자 예전 지윤의 사수
- 기소유 : 유별 역 - 은호의 사랑스러운 딸, 서준의 유치원 친구.
- 김태빈 : 정서준 역 - 수현의 조카, 별의 유치원 친구.
- 이재우 : 이강석 역 - 헌책방 주인, 미애의 남편. 은호의 선배.
- 송지인 : 박성경 역 - 하늘유치원 원장, 정훈의 형수. 철용의 며느리.
- 윤유선 : 이정순 역 - #수현의 어머니

딸을 위해 희생하고, 딸에게 좋은 것만 주고 싶은 전형적인 엄마. 서준의 외할머니.
- 조승연 : 우철용 역 - #정훈의 아버지 #우명그룹 회장

뛰어난 사업 수완과 인재를 알아보는 노하우로 업계에서도 존경받고 인정받는 사업가

### 피플즈 에피소드

#### 1화
- 이희준 : 피터 권 역 (1회)

#### 2화
- 남명렬 : 세림그룹 회장 역

#### 3화
- 허준석 : 한정원 역
- 박유림 : 유혜인 역

#### 5화~6화
- 이두석 : 진성호 역
- 김정영 : 조영숙 역

#### 7화
- 고원희 : 정한아 역
- 민진웅 : 김진국 역

#### 8화
- 김신록 : 장선우 역 (8회)
- 권은성 : 태윤 역

#### 9화
- 곽시양 : 민정혁 역 (9회)

### 기타 인물들
- 조한준 : 고정남 역
- 강길우 : 김동기 역
- 권혁 : 양호진 역
- 송영규 : 송영식 역
- 조완기 : 강경태 역 - 지윤의 아버지 (†)
- 미상 : 커리어웨이 대표 역(†)
- 미상 : 대리 기사 역
- 미상 : 디럭스라인이 1순위로 원했던 후보자 역
- 미상 : 조영숙의 딸 역
- 미상 : 녹즙 판매원 역
- 미상 : 선우의 남편 역
- 고상호 : 박영민 역

### 특별 출연
- 현봉식 : 강지윤이 착각하고 잘못 탄 차의 주인 역 (1회)
- 전성우 (2회)
- 홍서준 (9회)
- 정이랑 : 역술가 역 (12회)

## 시청률
최저 시청률과 최고 시청률은 시청률 조사회사와 지역별로 시청률에 차이가 있을 수 있습니다.
| 2025년 | 2025년   | 2025년         | 2025년       | 2025년 |
| 회차   | 방송일   | 닐슨 시청률    | 닐슨 시청률  |        |
| 회차   | 방송일   | 대한민국(전국) | 수도권(서울) |        |
| ------ | -------- | -------------- | ------------ | ------ |
| 제1회  | 1월 3일  | 5.2%           | 4.9%         |        |
| 제2회  | 1월 4일  | 6.5%           | 6.7%         |        |
| 제3회  | 1월 10일 | 10.5%          | 10.3%        |        |
| 제4회  | 1월 11일 | 11.3%          | 11.3%        |        |
| 제5회  | 1월 17일 | 10.7%          | 10.9%        |        |
| 제6회  | 1월 18일 | 11.4%          | 11.2%        |        |
| 제7회  | 1월 24일 | 11.0%          | 10.5%        |        |
| 제8회  | 1월 25일 | 10.9%          | 10.6%        |        |
| 제9회  | 2월 1일  | 11.8%          | 11.8%        |        |
| 제10회 | 2월 7일  | 10.9%          | 10.7%        |        |
| 제11회 | 2월 8일  | 11.7%          | 11.6%        |        |
| 제12회 | 2월 14일 | 12.0%          | 11.3%        |        |

## 결방 사유
- 2025년 1월 31일 : 나의 완벽한 비서 1~8회 몰아 보기 스페셜 편성으로 인해 결방.

## 참고 사항
- 본 드라마의 제목이 당초 《인사하는 사이》로 가닥을 잡았다가 오피스 로맨틱 코미디물 특유의 휴머니즘을 제대로 조화시킨 본 드라마의 특성상 작품의 서사와 톤과 매너를 좀 더 명확하게 드러내기 위해서 《나의 완벽한 비서》로 최종 확정됐다.[2]
- SBS 금토 드라마 《열혈사제 시즌 2》 후속으로 2024년 12월 20일에 방송할 예정이었지만 《2024 SBS 연기대상》 편성 관계로 본방송 시점을 2025년 1월 3일로 최종 확정했는데 왜냐 하면 12월 25일에 인천 인스파이어 아레나 홀에서 개최하는 대규모 K-POP 군중 행사인 《2024 SBS 가요대전》 편성 계획에 따라 일부 프로그램들의 결방을 피하기 위해서 SBS로서는 최대로 배려한 편성이었기 때문이다.
- 《나의 완벽한 비서 - 완벽 시청 가이드》가 2024년 12월 29일 오전 11시 경에 편성될 예정이었으나[3] 제주항공 여객기 참사 관련 뉴스 특보가 길어지며 결방하고 다음 날 오후 9시 20분에 새로 편성됐다.
- 당초 2025년 1월 3일 예정되었던 제작발표회가 취소되었다.[4]
- 커넥션 이후 오랜만에 현대자동차의 차량을 협찬했다. 작중에서는 더 뉴 G80이 등장한다. 또한 동시간대 드라마인 모텔 캘리포니아 역시 현대차의 지원을 받게 되면서 라이벌 드라마가 같은 차량 지원을 받게 되는 흔치 않은 상황이 나오게 되었다.
- 연출을 맡은 함준호 PD가 과거 특수폭행 현행범으로 입건됐다는 소식이 전해져 논란이 되었다.[5] 이에 제작진은 "해당 건으로 함준호 PD는 회사에서 절차에 따라 정직 처분을 받았으며 3년간 자숙과 반성의 시간을 가지고 연출로 복귀했다"라며 "시청자 여러분의 너그러운 양해 부탁드린다"라고 전했다[6]
- 5화에 나온 유은호의 집은 안산 그린빌 18단지이다.
- 이준혁과 고건한은 영화 《범죄도시3》 이후 2년 만에 재회해 캐스팅 됐다.
- 한지민과 이상희는 MBC 수목 드라마 《봄밤》 이후 6년 만에 재회해 캐스팅 됐다.
- 한지민과 이재우는 JTBC 월화 드라마 《빠담빠담》 이후 14년 만에 재회해 캐스팅 됐다.
- 한지민과 기소유는 tvN 토일 드라마 《우리들의 블루스》 이후 3년 만에 재회해 캐스팅 됐다.
- 이준혁과 김도훈은 〈다크홀〉 이후 3년 7개월 만에 재회한다.
- 이준혁과 허동원은 〈좋거나 나쁜 동재〉 이후 2개월 만에 재회한다.
- 이준혁, 현봉식, 홍서준은 영화 〈서울의 봄〉 이후 2년 만에 재회한다.
- 박보경과 이상희는 〈소년심판〉 이후 3년 만에 재회한다.
- 허동원과 서혜원은 <이상한 변호사 우영우> 이후 2년 6개월 만에 재회한다.
- 김신록은 〈아내의 유혹〉 단역으로 출연한 이후 17년 만에 SBS 드라마에 출연한다.
- 넷플릭스와 독점 계약으로 아시아와 태평양, 유럽, 아메리카 등 전 세계 50여 개 국에서 동시 공개한 바 있다.

## OST
- 2025년 1월 2일 : SBS 새 금토드라마《나의 완벽한 비서》OST Special Track. 폴킴 - 내가 널 지켜줄게